# Parc national de Rara
Le parc national de Rara est un parc national du Népal. Couvrant 106 km2, il est le plus petit des parcs nationaux du pays. Son attraction principale est le lac Rara situé à 2 990 mètres d'altitude. Le parc a été créé en 1976 pour protéger la faune et la flore résidant dans les montagnes des districts de Humla et Jumla.
Le parc s'élève de 2 800 mètres à 4 039 mètres d'altitude, cette élévation étant atteinte par le pic de Chuchemara sur la rive sud du lac de Rara. Le lac est le plus grand lac du Népal, avec une surface de 10,8 km2 et une profondeur maximale de 167 mètres.
Le parc national de Rara est géré par le Department of National Parks and Wildlife Conservation (Département des Parcs Nationaux et Conservation de la Faune) et protégé avec l'aide des forces armées népalaises.

## Climat
Le climat du parc est doux durant l'été et très froid durant l'hiver, à cause de l'altitude. Il est conseillé de visiter le parc durant les mois de septembre, octobre, avril et mai. Pendant l'hiver, les températures deviennent négatives et beaucoup de cols sont bloqués à cause de la neige.

## Flore
Le parc recense 1070 espèces de végétaux. Dans les régions subalpines, on trouve le rhododendron, le sapin de l'Himalaya oriental et des bouleaux. On trouve aussi des juniperus indica, des cyprès de l'Himalaya, des pins de l'Himalaya.

## Faune
51 espèces de mammifères résident dans le parc. Parmi elles, on peut citer le cerf porte-musc, le panda roux, la panthère des neiges, l'ours noir d'Asie, le léopard indien, le chacal, le jharal, la martre à gorge jaune, le dhole, le macaque rhésus ou le semnopithecus.
214 espèces d'oiseaux vivent dans le parc, dont 49 espèces résidant dans des zones humides. Des foulques se trouvent autour du lac. Pendant l'hiver, des grèbes huppés, des grèbes à cou noir, des nettes rousses, des canards colverts, des sarcelles d'hiver et des harles bièvres sont présents. On peut aussi citer la perdrix choukar, le lophophore resplendissant, le faisan leucomèle, l'ithagine ensanglantée et le tétraogalle de l'Himalaya parmi les oiseaux du parc.
En 1979, trois espèces endémiques de Schizothorax sont découvertes dans le lac de Rara : Schizothorax nepalensis (en), Schizothorax raraensis (en) et Schizothorax macrophthalmus (en). Durant la même année, la grenouille Nanorana rarica est découverte.